# Igalo
Igalo (in montenegrino Игало) è un centro abitato del Montenegro, compreso nel comune di Castelnuovo.
Vi nacque il pittore Tullio Crali.
Dopo l'ottobre 1914 vi aveva sede la Flik 6 e nel 1918 la Flik 1.